# (43909) 1995 WB9
1995 دابليو بي 9 (ويعرف أيضًا باسم (43909) 1995 دابليو بي 9 وفق تسمية الكوكب الصغير) (بالإنجليزية: 1995 WB9)‏ هو كويكب ضمن حزام الكويكبات؛ وترتيبه 43909 من حيث الاكتشاف.
اكتُشف هذا الجُرم الفلكي بواسطة تاكيشي أوراتا ‏ في 28 نوفمبر 1995.

## وصلات خارجية
- (43909) 1995 WB9 في قاعدة بيانات مختبر الدفع النفاث لأجرام النظام الشمسي الصغيرة

- الاكتشاف · مخطط المدار ·  العناصر المدارية · المعلمات المادية

- (43909) 1995 WB9 على موقع ويكي سكاي: DSS2, SDSS, GALEX, IRAS, Hydrogen α, X-Ray, Astrophoto, Sky Map, Articles and images